# Клубный чемпионат мира по футболу 2000
Клубный чемпионат мира 2000 (англ. 2000 FIFA Club World Championship; порт. Campeonato Mundial de Clubes da FIFA de 2000) — первый чемпионат мира среди мужских футбольных клубов, организованный Международной федерацией футбола. Проходил в Бразилии с 5 по 14 января 2000 года. 

## Участники
В турнире приняли участие 8 ведущих клубов мира: 6 действующих победителей главных клубных соревнований каждой из конфедераций ФИФА, победитель Межконтинентального кубка 1998, а также чемпион Бразилии 1998, страны-организатора.
- Реал Мадрид, Испания, победитель Межконтинентального кубка 1998;
- Манчестер Юнайтед Манчестер, Англия, победитель Лиги чемпионов УЕФА 1999;
- Васко да Гама Рио-де-Жанейро, Бразилия, победитель Кубка Либертадорес 1998;
- Некакса Мехико[1], Мексика, победитель Кубка чемпионов КОНКАКАФ 1999;
- Раджа Касабланка, Марокко, победитель Лиги чемпионов Африки 1999;
- Аль-Наср Эр-Рияд, Саудовская Аравия, победитель Суперкубка Азии 1998;
- Саут-Мельбурн, Австралия, победитель Кубка чемпионов Океании 1999;
- Коринтианс Сан-Паулу, Бразилия, чемпион страны-организатора 1998.

## Стадионы
| Рио-де-Жанейро       | Рио-де-Жанейро Сан-Паулу | Сан-Паулу           |
| -------------------- | ------------------------ | ------------------- |
| Маракана             | Рио-де-Жанейро Сан-Паулу | Морумби             |
| Вместимость: 103 022 | Рио-де-Жанейро Сан-Паулу | Вместимость: 80 000 |
|                      | Рио-де-Жанейро Сан-Паулу |                     |

## Призовой фонд
- За первое место — 6 млн долларов.
- За второе место — 5 млн долларов.
- За третье место — 4 млн долларов.
- За четвёртое место — 3 млн долларов.
- За места с пятого по восьмое — по 2,5 млн долларов.

## Перед турниром

### Отбор участников
Состав участников формировался следующим образом: по одному представителю от каждой из шести конфедераций, «Реал» как победитель Межконтинентального кубка-1998 (таким образом этот турнир как бы интегрировался в клубный чемпионат мира) и лучший клуб страны-организатора.
Когда принималось решение о том, кто примет участие в чемпионате в качестве лучшего клуба Бразилии, ещё не было ясно, как сложится ход борьбы в национальном первенстве 1999, поэтому путёвка была отдана чемпиону 1998 «Коринтианс». В декабре 1999 он снова выиграл чемпионат, подтвердив тем самым своё право на участие в клубном чемпионате мира. Интересно, что «Коринтианс» стал победителем и мундиаля.
Что касается остальных мест, то они, как правило, отдавались свежим победителям кубков чемпионов. Только Южная Америка почему-то решила делегировать «Васку да Гама», который выиграл Кубок Либертадорес в 1998. «Палмейрас», который выиграл этот турнир в 1999, по неизвестным причинам был лишён права принять участие в чемпионате мира.
Океания оставалась единственным регионом, где отсутствовал кубок чемпионов. С целью определения своего представителя на мировом форуме Конфедерация футбола Океании приняла решение провести первый розыгрыш Кубка чемпионов в сентябре-октябре 1999 на Фиджи. Организованный наспех турнир сопровождался множеством неурядиц и скандалов. Всего за неделю до его начала было изменено количество участников (с 8 до 9) и перекроен весь календарь. В финале австралийский «Саут-Мельбурн» без усилий расправился с местным клубом «Нади». Единственным соперником, с которым австралийцам пришлось побороться на пути к финалу, стал клуб с Соломоновых Островов «Малайта Иглз» (австралийцы выиграли 2:1 только за счёт двух голов, забитых в последние пять минут матча).
Оригинальное решение приняла Азия. На чемпионат мира поехал не победитель кубка чемпионов, а обладатель Суперкубка и Кубка кубков Азии «Аль-Наср». Большую роль в успехе «Аль-Насра» сыграл болгарский легионер Христо Стоичков, которого клуб за 200 тыс. долларов арендовал в 1998 на две недели. Футболисту предстояло принять участие только в трёх матчах: двух полуфиналах и финале Кубка кубков. Но именно он забил победный год в ворота южнокорейского «Самсунг Блюингз» в финале. Специально для участия в чемпионате мира клуб хотел пригласить Ромарио, однако переговоры не увенчались успехом, и бразильский футболист принял участие в соревновании в составе «Васку да Гама».

### Проблемы европейских клубов
Оба европейских клуба прибыли в Бразилию не в лучшем состоянии. «Реал» давно не показывал в национальном чемпионате настолько плохие результаты. В результате произошла смена тренера: валлийца Джона Тошака сменил Висенте Дель Боске, который приехал на клубный чемпионат мира в роли исполняющего обязанности главного тренера. В своём последнем матче перед турниром «Реал» потерпел разгромное поражение от «Сарагосы» на своём поле «Сантьяго Бернабеу» 1:5 уже при Дель Боске.
В 1999 «Манчестер Юнайтед» выиграл множество турниров. Для того чтобы принять участие в этом соревновании команда отказалась от борьбы за Кубок Англии, чем вызвала недовольство среди болельщиков, для которых национальный трофей значил гораздо больше. Это привело к падению популярности президента клуба Мартина Эдвардса и его последующей отставке.

## Групповой этап

### Группа A
|             | И | В | Н | П | М   | О |
| ----------- | - | - | - | - | --- | - |
| Коринтианс  | 3 | 2 | 1 | 0 | 6-2 | 7 |
| Реал Мадрид | 3 | 2 | 1 | 0 | 8-5 | 7 |
| Аль-Наср    | 3 | 1 | 0 | 2 | 5-8 | 3 |
| Раджа       | 3 | 0 | 0 | 3 | 5-9 | 0 |

И — игр, В — выигрыши, Н — ничьи, П — проигрыши, М — разница мячей, О — очки
| 05/01/2000 18:45                           | \| Реал Мадрид \| 3 – 1 (Отчёт) \| Аль-Наср \| \| Анелька 21′ · Рауль 62′ · Савио 69′ (пен.) \| Голы \| Фахад Аль-Хусейни 45′ (пен.) \| | Морумби, Сан-Паулу Зрителей: 12,000 Судья: Oscar Ruiz (Колумбия) |
| Реал Мадрид                                | 3 – 1 (Отчёт) | Аль-Наср                                                         |
| Анелька 21′ · Рауль 62′ · Савио 69′ (пен.) | Голы | Фахад Аль-Хусейни 45′ (пен.)                                     |

| 05/01/2000 21:15               | \| Коринтианс \| 2 – 0 (Отчёт) \| Раджа \| \| Луизао 49′ · Фабио Лусиано 64′ \| Голы \| \| | Морумби, Сан-Паулу Зрителей: 23,000 Судья: Stefano Braschi (Италия) |
| Коринтианс                     | 2 – 0 (Отчёт)                                                                              | Раджа                                                               |
| Луизао 49′ · Фабио Лусиано 64′ | Голы                                                                                       |                                                                     |

| 07/01/2000 18:45 | \| Реал Мадрид \| 2 – 2 (Отчёт) \| Коринтианс \| \| Анелька 20′ 71′ \| Голы \| Эдилсон 29′ 63′ \| | Морумби, Сан-Паулу Зрителей: 55,000 Судья: William Mattus (Коста-Рика) |
| Реал Мадрид      | 2 – 2 (Отчёт)                                                                                     | Коринтианс                                                             |
| Анелька 20′ 71′  | Голы                                                                                              | Эдилсон 29′ 63′                                                        |

| 07/01/2000 21:15                                                    | \| Раджа \| 3 – 4 (Отчёт) \| Аль-Наср \| \| Омар Нейджари 13′ · Бушаиб Эль-Мубарки 81′ · Талал Эль-Каркоури 87′ \| Голы \| Амин 3′ · Ахмет Бахджа 48′ · Фахад-Аль Хуссейни 50′ · Муса Саиб 87′ \| | Морумби, Сан-Паулу Зрителей: 3,000 Судья: Derek Rugg (Новая Зеландия) |
| Раджа                                                               | 3 – 4 (Отчёт) | Аль-Наср                                                              |
| Омар Нейджари 13′ · Бушаиб Эль-Мубарки 81′ · Талал Эль-Каркоури 87′ | Голы | Амин 3′ · Ахмет Бахджа 48′ · Фахад-Аль Хуссейни 50′ · Муса Саиб 87′   |

| 10/01/2000 18:45                       | \| Реал Мадрид \| 3 – 2 (Отчёт) \| Раджа \| \| Йерро 48′ · Морьентес 52′ · Жереми 87′ \| Голы \| Юсуф Ачами 25′ Мустафа Мустаудия 58′ \| | Морумби, Сан-Паулу Зрителей: 18,000 Судья: Орасио Элисондо (Аргентина) |
| Реал Мадрид                            | 3 – 2 (Отчёт) | Раджа                                                                  |
| Йерро 48′ · Морьентес 52′ · Жереми 87′ | Голы | Юсуф Ачами 25′ Мустафа Мустаудия 58′                                   |

| 10/01/2000 21:15 | \| Аль-Наср \| 0 – 2 (Отчёт) \| Коринтианс \| \| \| Голы \| Рикардиньо 24′ · Фредди Ринкон 81′ \| | Морумби, Сан-Паулу Зрителей: 31,000 Судья: Dick Jol (Нидерланды) |
| Аль-Наср         | 0 – 2 (Отчёт)                                                                                     | Коринтианс                                                       |
|                  | Голы                                                                                              | Рикардиньо 24′ · Фредди Ринкон 81′                               |

### Группа B
|                   | И | В | Н | П | М   | О |
| ----------------- | - | - | - | - | --- | - |
| Васко да Гама     | 3 | 3 | 0 | 0 | 7-2 | 9 |
| Некакса           | 3 | 1 | 1 | 1 | 5-4 | 4 |
| Манчестер Юнайтед | 3 | 1 | 1 | 1 | 4-4 | 4 |
| Саут-Мельбурн     | 3 | 0 | 0 | 3 | 1-7 | 0 |

И — игр, В — выигрыши, Н — ничьи, П — проигрыши, М — разница мячей, О — очки
| 06/01/2000 18:15  | \| Манчестер Юнайтед \| 1 – 1 (Отчёт) \| Некакса \| \| Йорк 81′ \| Голы \| Монтесинос 14′ \| | Маракана, Рио-де-Жанейро Зрителей: 50,000 Судья: Орасио Элисондо (Аргентина) |
| Манчестер Юнайтед | 1 – 1 (Отчёт)                                                                                | Некакса                                                                      |
| Йорк 81′          | Голы                                                                                         | Монтесинос 14′                                                               |

| 06/01/2000 20:45                       | \| Васко да Гама \| 2 – 0 (Отчёт) \| Саут-Мельбурн \| \| Фелипе Жорже Лорейро 53′ · Эдмундо 86′ \| Голы \| \| | Маракана, Рио-де-Жанейро Зрителей: 66,000 Судья: Dick Jol (Нидерланды) |
| Васко да Гама                          | 2 – 0 (Отчёт)                                                                                                 | Саут-Мельбурн                                                          |
| Фелипе Жорже Лорейро 53′ · Эдмундо 86′ | Голы |                                                                        |

| 08/01/2000 18:15  | \| Манчестер Юнайтед \| 1 – 3 (Отчёт) \| Васко да Гама \| \| Батт 80′ \| Голы \| Ромарио 23′ 25′ · Эдмундо 42′ \| | Маракана, Рио-де-Жанейро Зрителей: 73,000 Судья: Saad Mane (Кувейт) |
| Манчестер Юнайтед | 1 – 3 (Отчёт) | Васко да Гама                                                       |
| Батт 80′          | Голы | Ромарио 23′ 25′ · Эдмундо 42′                                       |

| 08/01/2000 20:45      | \| Саут-Мельбурн \| 1 – 3 (Отчёт) \| Некакса \| \| Джон Анaстасиaдис 45′ \| Голы \| Монтесинос 18′ (пен.) · Дельгадо 28′ · Сальвадор Кабрера 78′ (пен.) \| | Маракана, Рио-де-Жанейро Зрителей: 5,000 Судья: Falla Ndoye (Сенегал) |
| Саут-Мельбурн         | 1 – 3 (Отчёт) | Некакса                                                               |
| Джон Анaстасиaдис 45′ | Голы | Монтесинос 18′ (пен.) · Дельгадо 28′ · Сальвадор Кабрера 78′ (пен.)   |

| 11/01/2000 18:15      | \| Манчестер Юнайтед \| 2 – 0 (Отчёт) \| Саут-Мельбурн \| \| Квинтон Форчун 8′ 20′ \| Голы \| \| | Маракана, Рио-де-Жанейро Зрителей: 25,000 Судья: Stefano Braschi (Италия) |
| Манчестер Юнайтед     | 2 – 0 (Отчёт)                                                                                    | Саут-Мельбурн                                                             |
| Квинтон Форчун 8′ 20′ | Голы                                                                                             |                                                                           |

| 11/01/2000 20:45 | \| Некакса \| 1 – 2 (Отчёт) \| Васко да Гама \| \| Агинага 4′ \| Голы \| Одван 14′ · Ромарио 68′ \| | Маракана, Рио-де-Жанейро Зрителей: 45,000 Судья: Oscar Ruiz (Колумбия) |
| Некакса          | 1 – 2 (Отчёт)                                                                                       | Васко да Гама                                                          |
| Агинага 4′       | Голы                                                                                                | Одван 14′ · Ромарио 68′                                                |

## Плей-офф

### Матч за 3-е место
| Реал Мадрид                                         | 1:1 (доп. вр.) | Некакса                                         |
| --------------------------------------------------- | -------------- | ----------------------------------------------- |
| Рауль 15′                                           |                | Дельгадо 58′                                    |
| Пенальти                                            |                |                                                 |
| - Это’о - Эльгера - Макманаман - Морьентес - Дорадо | 3:4            | - Васкес - Кабрера - Перес - Агинага - Дельгадо |

### Финал
| Коринтианс                                                     | 0:0 (доп. вр.) | Васко да Гама                                           |
| -------------------------------------------------------------- | -------------- | ------------------------------------------------------- |
|                                                                |                |                                                         |
| Пенальти                                                       |                |                                                         |
| - Ринкон - Фернандо Байано - Луизао - Эду - Марселиньо Кариока | 4:3            | - Ромарио - Алекс Оливейра - Жилберто - Виола - Эдмундо |